# Handelsakademie und Handelsschule Grazbachgasse
Die Handelsakademie und Handelsschule Graz Grazbachgasse ist eine Handelsakademie und Handelsschule in der Grazbachgasse bzw. Pestalozzistraße im 6. Grazer Stadtbezirk Jakomini.

## Geschichte
Die Schule wurde im Jahr 1863 in der Grazer Burggasse gegründet, wenige Zeit nach der Gründung zog die Schule in die Kaiserfeldgasse um. 1906 übersiedelte die Schule zum heutigen Standort, in die Grazbachgasse, wo die Schule verstaatlicht wurde. 1968/1969 wurde ein Zubau in der Pestalozzistraße errichtet.

## Lehrangebot
Für die Handelsschule und die Handelsakademie gibt es jeweils eigene Stundentafeln.